# Раціональна поверхня
Раціональна поверхня — це поверхня, біраціонально еквівалентна проєктивній площині, або, іншими словами, раціональний многовид розмірності два. Раціональні поверхні є найпростішими з приблизно 10 класів поверхонь класифікації Енрікеса — Кодайри комплексних поверхонь, і це були перші досліджені поверхні.

## Структура
Будь-яку неособливу раціональну поверхню можна отримати неодноразовим роздуттям мінімальної раціональної поверхні. Мінімальними раціональними поверхнями є проєктивна площина і поверхні Гірцебруха {\displaystyle \Sigma _{r}} для {\displaystyle r=0} або {\displaystyle r\geq 2}.
Інваріанти: Всі плюрироди[уточнити] рівні 0 і фундаментальна група тривіальна.
Ромб Ходжа:
```
         1

      0     0

   1    1+
n
    1
,

      0     0

         1
```

де n дорівнює 0 для проєктивної площини, 1 для поверхонь Гірцебруха і більше від 1 для інших раціональних поверхонь.
Група Пікара є непарною унімодулярною ґраткою {\displaystyle I_{1,n}}, за винятком поверхонь Гірцебруха {\displaystyle \Sigma _{2m}}, для яких це парна унімодулярна ґратка {\displaystyle II_{1,1}}.

## Теорема Кастельнуово
Гвідо Кастельнуово довів, що будь-яка комплексна поверхня, для якої {\displaystyle q} і {\displaystyle P_{2}} (іррегулярність і другий плюрирод) дорівнюють нулю, є раціональною. Це використовується в класифікації Енрікеса — Кодайри для розпізнавання раціональних поверхонь. Зарицький довів, що теорема Кастельнуово істинна також для полів додатної характеристики.
З теореми Кастельнуово випливає також, що будь-яка уніраціональна комплексна поверхня раціональна. Більшість уніраціональних комплексних многовидів розмірності 3 і вище не є раціональними. Для характеристики {\displaystyle p>0} Зарицький знайшов приклад уніраціональних поверхонь (поверхні Зарицького), які не є раціональними.
Деякий час було неясно, чи є комплексні поверхні з нульовими {\displaystyle q} і {\displaystyle P_{1}} раціональними, але Федеріго Енрікес знайшов контрприклад (поверхня Енрікеса).

## Приклади раціональних поверхонь
- Поверхні Бордіга[en]: вкладення степеня 6 проєктивної площини в {\displaystyle P^{4}}, визначене 10 точками в загальному положенні.
- Поверхні Шатле[en]
- Поверхні Кобла[en]
- Кубічні поверхні. Неособливі кубічні поверхні ізоморфні роздуттю проєктивної площини в 6 точках, і є площинами Фано. Існують іменовані приклади — кубика Ферма, кубічна вузлова поверхня Келі[en] і діагональна поверхня Клебша[en].
- Поверхні дель Пеццо[en] (поверхні Фано)
- Поверхня Еннепера
- Поверхні Гірцебруха[en] {\displaystyle \Sigma _{n}}
- {\displaystyle P^{1}\times P^{1}}. Добуток двох проєктивних прямих є поверхнею Гірцебруха {\displaystyle \Sigma _{0}}.
- Проєктивна площина
- Поверхня Сеґре[en]. Перетин двох квадрик. Поверхня ізоморфна проєктивній площині, роздутій у 5 точках.
- Поверхня Штайнера[en]. Поверхня в {\displaystyle P^{4}} з особливостями, яка біраціональна проєктивній площині.
- Поверхні Вайта[en], узагальнення поверхонь Бордіга.
- Поверхня Веронезе. Вкладення проєктивної площини в {\displaystyle P^{5}}.